# Dumitru Velicu
Dumitru Velicu (1930-1997) fue un jinete rumano que compitió en la modalidad de doma. Participó en los Juegos Olímpicos de Moscú 1980, obteniendo una medalla de bronce en la prueba por equipos.

## Palmarés internacional
| Juegos Olímpicos | Juegos Olímpicos | Juegos Olímpicos  | Juegos Olímpicos |
| Año              | Lugar            | Medalla           | Categoría        |
| ---------------- | ---------------- | ----------------- | ---------------- |
| 1980             | Moscú (URSS)     | Medalla de bronce | Por equipos      |